# Georg Vilhelm av Schaumburg-Lippe
Georg Vilhelm av Schaumburg-Lippe född 20 december 1784 i Bückeburg, död 21 november 1860 i Bückeburg, son till greve Philip II Ernst av Schaumburg-Lippe (1723-1787) och Juliane av Hessen-Philippsthal (1761-1799). Greve från 1787 (under förmynderskap av sin mor) till 1806, furste av Schaumburg-Lippe 1806-1860.
Gift i Bad Arolsen 1816 med Ida Karolina av Waldeck och Pyrmont (1796-1869), dotter till Georg I av Waldeck och Pyrmont (1747-1813) och Augusta av Schwarzburg-Ebeleben (1776-1849).

## Barn
- Adolf I av Schaumburg-Lippe (1817-1893)
- Mathilde Augusta Wilhelmina (1818-1891), gift med Eugen av Württemberg (1820-1875)
- Adelheid (1821-1899), gift med Fredrik av Glücksburg (1814-1885)
- Ernst (1822-1831)
- Ida Marie Augusta (1824-1894)
- Emma (1827-1828)
- Wilhelm Karl August (1834-1906), gift med Bathildis av Anhalt-Dessau (1837-1902)
- Herman (f. och d. 1839)
- Elisabeth Wilhelmina (1841-1926), gift med prins Wilhelm von Hanau (1836-1902)